# Дитрих Екарт
Дитрих Екарт (на немски: Dietrich Eckart) е германски политик, писател и един от основателите на Германската работническа партия. Той е с ключово влияние върху Адолф Хитлер в ранните години на нацистката партия и е участник в Бирения пуч през 1923 г.
Еккарт е издигнат до статут на основен мислител при създаването на Нацистка Германия през 1933 г. и е признат от Хитлер за духовен съосновател на нацизма и „пътеводна светлина на ранното националсоциалистическо движение“.

## Биография

### Ранен живот
Екарт е роден 23 март 1868 г. в Ноймаркт (на около 30 км югоизточно от Нюрнберг), син на кралски нотариус и адвокат. Майка му почива, когато той е на 10 години, а през 1895 г. баща му умира, но оставя добро наследство на сина си.
Екарт първоначално следва медицина в Мюнхен, но решава през 1891 г. да продължи живота си като поет, драматург и журналист. Диагностициран с морфинова зависимост и почти закъсал, той се премества в Берлин през 1899 г. Там той написва редица пиеси, често автобиографични, и става протеже на граф Георг фон Хюлсен-Хезелер (1858 – 1922), художествен ръководител на пруският кралски Театър. След дуел Екарт е затворен в Пасау Оберхаус.
Като драматург Екарт има успех с адаптацията си през 1912 г. на „Peer Gynt“, написана от Херрик Ибсен, която е играна на повече от 600 представления само в Берлин. Въпреки че Еккарт никога не е имал друг театрален успех като „Peer Gynt“ и е обвинявал многобройните си неуспехи на влиянието на евреите в германската култура – тази една пиеса не само го е направила богат, но и му е дала социални контакти, благодарение на които по-късно той е запознал Хитлер с десетки важни германски граждани. Тези въведения се оказват ключови за идването на Хитлер на власт. По-късно Еккарт разработва идеология за „гениален свръхчовек“, основана на писанията на автора на Völkisch Йорг Ланц фон Либенфелс и на философа Ото Вайнингер. Еккартвижда себе си като човек, който следва традицията на Хайнрих Хайне, Артър Шопенхауер и Ангелус Силезиус. Той също бил очарован от будистката доктрина на Мая или така наречената илюзия.

#### Антисемитизъм и основаване на Германската работническа партия (DAP)
Еккарт не винаги е бил антисемит. През 1898 г. например Екарт пише и публикува стихотворение, възхваляващо добродетелите и красотата на еврейско момиче. Преди да се обърне към антисемитизма, двамата човека, на които той се възхищава най-много, са поетът Хайнрих Хайне и Ото Вайнингер – и двамата евреи. Вайнингер обаче се е обърнал към протестантството и е описан като „самоненавиждащ се евреин“, който в крайна сметка отстоява антисемитските възгледи. Възхищението на Екарт към Вайнингер може да е изиграло роля в неговото преобразуване.
През декември 1918 г. Екарт основава, публикува и редактира антисемитския седмичник Auf gut Deutsch („На обикновен немски език“) – с финансова подкрепа от Обществото Туле – работещ с Алфред Розенберг, когото той нарича свой „съучастник срещу Йерусалим“, и Готфрид Федер. Яростен критик на Германската революция и Ваймарската република, той яростно се противопоставя на Версайския договор, който той разглежда като предателство, и е привърженик на така наречената легенда за забиване в гърба (Dolchstoßlegende), според която социалдемократите и евреите са виновни за поражението на Германия във войната.
Антисемитизмът на Екарт е повлиян от публикацията-фалшификат „Протоколите на Сионските мъдреци“, която е донесена в Германия от „белоруски“ емигранти, бягащи от Октомврийската революция. Книгата има за цел да очертае съществуването на международна еврейска конспирация, насочена към контрол над света. Мнозина десни и екстремистки, антисемитски настроени политически фигури вярват, че текстът съдържа достоверни факти.
След като дълги години живее в Берлин, Екарт се премества в Мюнхен през 1913 г. – същата година, когато Хитлер се премества там от Виена. През януари 1919 г. той, Федер, Антон Дрекслер и Карл Харер основават Deutsche Arbeiterpartei (Германска работническа партия, или DAP), която, за да увеличи привлекателността си за по-големи слоеве от населението, през февруари 1920 г. променя името си на Nationalsozialistische Deutsche Arbeiterpartei (Националсоциалистическа германска работническа партия, или NSDAP); по-известна като нацистка партия. Еккарт е до голяма степен отговорен за партията, която купува Münchener Beobachter през декември 1920 г., когато урежда заема, който го плаща. 60 000 марки са от фондовете на германската армия, с които разполага генерал Франц Ритер фон Еп, а заемът е обезпечен с къщата и вещите на Екарт като обезпечение. Вестникът е преименуван на Völkischer Beobachter и става официален орган на партията, като Екарт е първият му редактор и издател. Той също така създава нацисткия лозунг Deutschland erwache („Германия будна“) и написва текстовете на химна, базиран на него, Sturm-Lied. [
През 1921 г. Екарт обещава 1000 марки на всеки, който може да цитира едно еврейско семейство, чиито синове са служили повече от три седмици на фронта по време на Първата световна война. Равинът от Хановер Самуел Фройнд посочил 20 еврейски семейства, които отговаряли на това условие, и съдили Екарт, когато той отказал да плати наградата. По време на процеса Фройнд посочи още 50 еврейски семейства с до седем ветерани, сред които бяха няколко, които загубили до трима сина във войната. Еккарт загубил делото и се наложило да плати обезщетение.

##### Екарт и Хитлер
Еккарт допринася за създаването на личността на Адолф Хитлер като един от най-важните ранни наставници на бъдещия диктатор и е един от първите разпространители на „мита за Хитлер“. Връзката им не е просто политическа, а силна емоционална и интелектуална връзка, почти симбиотична връзка. Именно Екарт дава на Хитлер неговата философия за необходимостта от преодоляване на „бездушното еврейство“ като основа за истинска германска революция, за разлика от фалшивата революция от 1918 г. Въпреки че необходимостта да се представи като самоизработен човек му пречи публично да пише или говори за дълга, който дължи на Екарт, насаме Хитлер признава, че Екарт е негов учител и наставник, и духовният съосновател на нацизма.
Двамата се срещат за първи път, когато Хитлер изнася реч преди членството в DAP през зимата на 1919 г. Хитлер веднага впечатлява Еккарт, който казва за него: „Чувствах се привлечен от целия му начин на съществуване и много скоро осъзнах, че той е точно подходящ човек за нашето младо движение.“ Вероятно е нацистка легенда, че Екарт казва за Хитлер при първата им среща: „Това е следващият велик човек на Германия – един ден целият свят ще говори за него.“ Въпреки че не е член, по това време Еккарт участва в Обществото Туле – потайна група окултисти, които вярват в идването на „Германски месия“, който ще изкупи Германия след поражението ѝ в Първата световна война. Той започва да вижда в Хитлер възможността той да е този човек.
Еккарт, който е с 21 години по-възрастен от Хитлер, става като баща за група по-млади хора от волките, включително Хитлер и Херман Есер, и действа като посредник при сблъсаците между двамата, казвайки на Есер, че Хитлер, когото той счита за най-добрия говорител на DAP, е далеч по-добрият човек. Той става наставник на Хитлер, обменя идеи с него и помага да се установят теории и вярвания на партията. Той дава на Хитлер книги да чете, дава му тренчкот и прави корекции в стила на говорене и писане на Хитлер. Хитлер казва по-късно: „В стилистично отношение аз все още бях бебе“. Еккарт също обучава провинциалния Хитлер на маниери и разглежда Хитлер като свое протеже.
Хитлер и Еккарт имат много общи неща, включително интереса им към изкуството и политиката, които и двамата се смятат предимно за художници и двамата са склонни към депресия. Те също споделят, че ранните им влияния са еврейски – факт, за който и двамата предпочитат да не говорят. Въпреки че за разлика от Хитлер, Екарт не вярва, че евреите са състезателни, до момента в който двамата се срещат, целта на Хитлер е „пълното отстраняване на евреите“ и Еккарт изразява мнение, че всички евреи трябва да бъдат качени на влак и откарани в Червено море. Той също така подкрепя всеки евреин, който се ожени за германка, да бъде затворен за три години и екзекутиран, ако повтори престъплението. Парадоксално е, че Еккарт също вярва, че съществуването на човечеството зависи от антитезата между арийци и евреи, че едното не може да съществува без другото. През 1919 г. Еккарт пише, че ще бъде „краят на всички времена … ако еврейският народ загине.“
Еккарт осигурява на Хитлер излаз на мюнхенската художествена сцена. Той запознава Хитлер с художника Макс Заепер и неговия салон от съмишленици антисемитски художници и с фотографа Хайнрих Хофман. Екарт е този, който запознава Алфред Розенберг с Хитлер. Между 1920 и 1923 г. Екарт и Розенберг се трудят неуморно в услуга на Хитлер и партията. Чрез Розенберг Хитлер се запознава с писанията на Хюстън Стюарт Чембърлейн, вдъхновението на Розенберг. И Розенберг, и Еккарт оказват влияние върху Хитлер по темата за Русия. Еккарт вижда Русия като естествен съюзник на Германия, като през 1919 г. пише, че „германската политика едва ли има друг избор, освен да влезе в съюз с нова Русия след елиминирането на болшевишкия режим“. Той силно чувства, че Германия трябва да подкрепи руския народ в борбата му срещу „сегашния еврейски режим“, под който той разбира болшевиките. Розенберг също съветва Хитлер по този начин, като двамата мъже осигуряват на Хитлер интелектуалната основа за неговата източна политика, която след това е направена на практика от Макс Ервин фон Шойбнер-Рихтер.
През март 1920 г., по заповед на Карл Майр – германския офицер от Генералния щаб, който пръв въведе Хитлер в политиката – Хитлер и Еккарт отлитат за Берлин, за да се срещнат с Волфганг Кап и да вземат участие в пуча, както и да изградят връзка между силите на Кап и Майр. Кап и Еккарт се познават – Кап е дарил 1000 марки в подкрепа на седмичното списание на Екарт. Пътуването обаче не е успешно: Хитлер, който носи фалшива брада, страхува се от височини и получава въздушна болест по пътя – това е първият му полет със самолет – и когато пристигат в Берлин, пучът се проваля.
Еккарт би посъветвал Хитлер и за хората, събрали се около него и партията, като яростно антисемитския Юлий Щрайхер, издателят на квазипорнографския Der Stürmer. Хитлер е отблъснат от порнографията и не одобрява сексуалните дейности на Щрайхер; той също е изпитан от многото вътрешнопартийни битки, които Щрайхер започва. Според Хитлер, Екарт му е казвал на няколко пъти, „че Щрайхер е бил учител и лунатик от много гледни точки. Той винаги е добавял, че човек не може да се надява на триумф на националсоциализма, без да дава подкрепа на човек като Щрайхер.“.
Известно време преди Алфред Розенберг да поеме ролята, Екарт – заедно с Готфрид Федер – се счита за „философ“ на нацистката партия.

###### Идеи и оценки
Еккарт е наречен духовен баща на нацизма и всъщност Хитлер го признава за негов духовен съосновател.
Еккарт разглежда Първата световна война не като свещена война между германци и негерманци, както понякога се тълкува към края на конфликта, а като свещена война между арийци и евреи, която според него планирал падането на Руската и Германската империи. За да опише тази апокалиптична борба, Екарт възприема обширни образи от легендите за Рагнарок и от Книгата Откровение.
През 1925 г. незавършеното есе на Екарт Der Bolschewismus von Moses bis Lenin: Zwiegespräch zwischen Hitler und mir („Болшевизмът от Мойсей до Ленин: Диалог между Хитлер и мен“) е публикувано посмъртно. Маргарет Плевня смята диалога между Еккарт и Хитлер за изобретение на самия Екарт, но Ернст Нолте, Фридрих Хер и Клаус Шолдер смятат, че книгата – която е завършена и публикувана посмъртно от Розенберг, като се твърди, че използва бележките на Екарт – отразява Хитлер собствени думи. По този начин историкът Ричард Щайгман-Гал вярва, че „[книгата] все още остава надежден индикатор за собствените възгледи на Екарт.
Цитати на Steigmann-Gall от книгата:
В Христос, въплъщение на цялата мъжественост, ние намираме всичко, от което се нуждаем. И ако от време на време говорим за Балдур (бог в скандинавската митология), нашите думи винаги съдържат някаква радост, някакво удовлетворение, че нашите езически предци са били вече толкова християнски, че да имат индикация за Христос в тази идеална фигура.
Steigmann-Gall заключава, че „далеч от застъпничеството за езичество или антихристиянска религия, Eckart смята, че в следвоенната опашка на Германия Христос е лидер, на когото трябва да се подражава.“ Но историкът Ernst Piper отхвърля вижданията на Steigmann-Gall относно връзка между възхищението на Христос от ранните членове на NSDAP и положителната връзка с християнството; Eckart пламенно се противопоставя на политическия католицизъм на Баварската народна партия и нейния национален съюзник Партията на Центъра, подкрепяйки вместо това неясно дефинирано „позитивно християнство. От страниците на Vőlkischer Beobachter Eckart се опита да спечели баварските католици за каузата на нацистите, но този опит завърши с Beer Hall Putsch, което постави нацистите в противоречие с баварските католици.
Джоузеф Хауърд Тайсън пише, че антистарозаветните възгледи на Екарт показват силна прилика с раннохристиянската ерес марционизъм.
През 1935 г. Алфред Розенберг публикува книгата „Дитрих Еккарт“. Ein Vermächtnis (Dietrich Eckart. A Legacy) със събрани писания от Eckart, включително този пасаж:
Да бъдеш гений означава да използваш душата, да се стремиш към божественото, да избягаш от средното; и дори това да не може да бъде постигнато напълно, няма да има място за обратното на доброто. Това не пречи на гения да изобрази и окаяността на това да бъде във всякакви форми и цветове, бидейки великият художник, какъвто е; но той прави това като наблюдател, без да участва, sine ira et studio, сърцето му остава чисто. ... Идеалът в това, както във всяко отношение, каквото и да е Христос; думите му „Вие съдите по човешките стандарти; аз не осъждам никого“ показват напълно божествената свобода от влиянието на сетивата, преодоляването на земния свят дори без изкуство като посредник. На другия край откривате Хайне и неговата раса ... всичко, което те вършат, достига до ... мотива, подчиняването на света и колкото по-малко това работи, толкова по-изпълнена с омраза тяхна работа е, за да задоволи мотива си, толкова по-измамни и погрешни са всеки опит за постигане на целта. Няма и следа от истински гений, точно обратното на мъжествеността на гения ...

###### Смърт
Екарт умира в Берхтесгаден на 26 декември 1923 г. от инфаркт, съчетан с алкохолизъм и пристрастяване към морфин. Погребан е в старото гробище на Берхтесгаден, недалеч от евентуалните гробове на служителя на нацистката партия Ханс Ламерс и съпругата му и дъщеря му.
Въпреки че Хитлер не споменава Екарт в първия том на Майн Кампф, след смъртта на Екарт той му посвещава втория том], като пише, че Еккарт е „един от най-добрите, посветил живота си на пробуждането на нашия народ, в неговите писания и мисли и най-накрая в делата му. „Насаме той ще признае ролята на Екарт като негов наставник и учител и казва за него през 1942 г.: „Оттогава всички сме продължили напред, затова не го правим“ не виждам какво беше [Екарт] навремето: полярна звезда. Съчиненията на всички останали бяха изпълнени с баснословия, но ако той ти каза: такова остроумие! Тогава бях просто бебе по отношение на стила.“. Хитлер по-късно казва на един от секретарите си, че приятелството му с Еккарт е „едно от най-хубавите неща, които е преживял през 20-те години на миналия век“ и че никога повече не е имал приятел, с когото да е изпитвал такава „хармония на мислене и чувство“.